# Bikok (Bassa)
Pour les articles homonymes, voir Bikok (homonymie).
Les Bikok sont une des cinq grandes familles du peuple Bassa vivant au Cameroun. Localisé sur la rive gauche du fleuve Sanaga, on les trouve dans le département de la Sanaga-Maritime dans la région du Littoral.

## Histoire
Les Bikok sont localisés entre les Babimbi et les Likol, de Sackbayémé à l'embouchure de la rivière Ngwey.

## Clans
Au sein de la grande famille des Bikok, on trouve 9 clans :
- Lôg Bakoo
- Lôg Dikit
- Lôg Hendel
- Ndog Koma
- Lôg Bagi (Logmaba, log babem, log bissou... )
- Lôg Ngind
- Lôg Sanhô
- Ndog Kobe
- Ndog Nen